# Souchitsa (Petrovets)
Souchitsa (en macédonien Сушица) est un village du nord de la Macédoine du Nord, situé dans la municipalité de Petrovets. Le village comptait 178 habitants en 2002. Il est également connu sous les noms de Katlanovska Souchitsa (Катлановска Сушица) et Konyarska Souchitsa (Коњарска Сушица), qui permettent de le différencier des autres villages macédoniens s’appelant aussi Souchitsa.

## Démographie
Lors du recensement de 2002, le village comptait :
- Macédoniens : 178